# Годжкінс (Іллінойс)
Годжкінс (англ. Hodgkins) — селище (англ. village) в США, в окрузі Кук штату Іллінойс. Населення — 1500 осіб (2020).

## Географія
Годжкінс розташований за координатами 41°45′58″ пн. ш. 87°51′43″ зх. д. / 41.76611° пн. ш. 87.86194° зх. д. (41.766066, -87.861947).  За даними Бюро перепису населення США в 2010 році селище мало площу 6,83 км², з яких 6,69 км² — суходіл та 0,14 км² — водойми.

## Демографія
Згідно з переписом 2010 року, у селищі мешкало 1897 осіб у 737 домогосподарствах у складі 423 родин. Густота населення становила 278 осіб/км².  Було 781 помешкання (114/км²).
Расовий склад населення:
| - 66,6 % — білих - 1,0 % — чорних або афроамериканців - 0,6 % — корінних американців - 0,1 % — азіатів - 30,5 % — осіб інших рас |

До двох чи більше рас належало 1,2 %. Частка іспаномовних становила 46,8 % від усіх жителів.
За віковим діапазоном населення розподілялося таким чином: 25,0 % — особи молодші 18 років, 58,9 % — особи у віці 18—64 років, 16,1 % — особи у віці 65 років та старші. Медіана віку мешканця становила 36,6 року. На 100 осіб жіночої статі у селищі припадало 108,7 чоловіків;  на 100 жінок у віці від 18 років та старших — 109,9 чоловіків також старших 18 років.
Середній дохід на одне домашнє господарство  становив 54 905 доларів США (медіана — 48 750), а середній дохід на одну сім'ю — 64 972 долари (медіана — 55 664). Медіана доходів становила 32 232 долари для чоловіків та 34 500 доларів для жінок. За межею бідності перебувало 12,1 % осіб, у тому числі 22,9 % дітей у віці до 18 років та 5,5 % осіб у віці 65 років та старших.
Цивільне працевлаштоване населення становило 963 особи. Основні галузі зайнятості: мистецтво, розваги та відпочинок — 37,2 %, будівництво — 13,8 %, освіта, охорона здоров'я та соціальна допомога — 12,9 %.